# Glandularia laciniata
Glandularia laciniata là một loài thực vật có hoa trong họ Cỏ roi ngựa. Loài này được (L.) Schnack & Covas mô tả khoa học đầu tiên năm 1944.